# Trévillers
Trévillers is een gemeente in het Franse departement Doubs (regio Bourgogne-Franche-Comté) en telt 438 inwoners (1999). De plaats maakt deel uit van het arrondissement Montbéliard.

## Geografie
De oppervlakte van Trévillers bedraagt 10,8 km², de bevolkingsdichtheid is 40,6 inwoners per km².
De onderstaande kaart toont de ligging van Trévillers met de belangrijkste infrastructuur en aangrenzende gemeenten.

## Demografie
Onderstaande figuur toont het verloop van het inwonertal (bron: INSEE-tellingen).